# Seznam predsednikov Kube
Seznam predsednikov Kube.

## 1902 - danes
- Tomás Estrada Palma: 20. maj 1902 - 28. september 1906
- Guvernerji, postavljeni s strani ZDA
  - William Howard Taft: 29. september - 13. oktober 1906
  - Charles Magoon: 13. oktober 1906 - 28. januar 1909
- José Miguel Gómez: 28. januar 1909 - 20. maj 1913
- Mario García Menocal: 20. maj 1913 - 20. maj 1921
- Alfredo Zayas: 20. maj 1921 - 20. maj 1925
- Gerard Machado: 20. maj 1925 - 24. avgust 1933
- Ramón Grau San Martín: 10. september 1933 - 15. januar 1934
- Carlos Hevia (začasni): 15. januar - 18. januar 1934
- Carlos Mendieta (začasni): 18. januar 1934 - 11. december 1935
- José Agripino Barnet (začasni): 11. december 1935 - 20. maj 1936
- Miguel Mariano Gómez: 20. maj - 24. december 1936
- Federico Laredo Brú: 24. december 1936 - 10. oktober 1940
- Fulgencio Batista: 10. oktober 1940 - 10. oktober 1944
- Ramón Grau San Martín: 10. oktober 1944 - 10. oktober 1948
- Carlos Prío Socarrás: 10. oktober 1948 - 10. marec 1952
- Fulgencio Batista: 10. marec 1952 - 1. januar 1959
- Anselmo Alliegro (v.d.): 1. januar - 2. januar 1959
- Carlos Manuel Piedra (vmesni): 2. januar 1959
- Manuel Urrutia Lleó: 3. januar - 17. julij 1959
- Osvaldo Dorticós Torrado: 18. julij 1959 - 2. december 1976
- Fidel Castro Ruz: 3. december 1976 - 24. februar 2008 (predsednik državnega sveta)
- Raúl Castro Ruz: 24. februar 2008 - 19. april 2018 (predsednik državnega sveta)
- Miguel Díaz-Canel Bermúdez  19. april 2018 - (predsednik državnega sveta; od 10. oktobra 2019 predsednik republike)